# クルーズフェリー飛龍
クルーズフェリー飛龍（クルーズフェリーひりゅう）は、有村産業が運航していたフェリー。

## 概要
「飛龍2」の代替船として船舶整備公団の共有建造制度を使用して三菱重工業下関造船所で建造され、1995年に名古屋 - 大阪 - 那覇航路に就航した。本船の就航により大阪 - 那覇間の所要時間が5時間短縮され27時間で結んだ。船体は喫水線上の構造物を低めに抑えつつ、龍をイメージしたレーダーマストや沖縄の建築様式をモチーフとした煙突などを配した。その後2番船としてクルーズフェリー飛龍21が建造されたが、一部構造が異なる。
有村産業は1999年6月23日に会社更生法を適用したが、2008年6月23日に更生手続きが廃止となり事実上破産したため、航路休止となり、本船は鉄道建設・運輸施設整備支援機構に移管され、僚船のクルーズフェリー飛龍21、フェリー海龍とともに常石造船で係船された。
2009年12月、韓国のDBSクルーズフェリーに約7億円で売却されPYEONG SANとなった。イースタン・ドリーム（元クイーンコーラル (2代)）の代船として、境港 - 東海 - ウラジオストク航路（環日本海横断定期航路）に就航する計画であった。
2010年、丹東国際航運に売却されORIENTAL PEARL 6（東方明珠6号）として丹東 - 仁川航路に就航している。

## 船内
旅客設備を重視した設計で前方を客室・後方をパブリックスペースとし、客室全室を個室化しバス・トイレを備えた仕様とし、エスカレーターやエレベーターも設置された。エントランスホールには、シーサーと紅型があしらわれ、廊下には石敢當が置かれるなど、沖縄をイメージした内装となっていた。

### 船室
- スイートキャビン（2名×3室 Dデッキ2室・Cデッキ1室）[7] - ツインベッド、バス・トイレ、冷蔵庫、テレビ
- アウトサイドキャビン（4名×40室 各デッキ20室[7]） - 二段ベッド、バス・トイレ、テレビ
- インサイドキャビン（6名×36室 各デッキ18室[7]） - 二段ベッド、バス・トイレ、テレビ

### 船内設備
Dデッキ「パノラマデッキ」
- パノラマサロン
- カラオケルーム「スタジオレキオス」
- シミュレーションゴルフ「飛龍カントリークラブ」
- サンセットテラス
- ゲームコーナー「アミューズメントスペース」
- イベントホール「レキオグランデ」

Cデッキ「レセプションデッキ」
- エントランスホール - 龍をモチーフとしたオブジェを中央に配した[1]。
- レセプション（受付）
- ショップ「まりん・マリン」
- セレモニールーム
- 茶室「山原舟」
- レストラン「セブンシーズダイニング」
- カフェテリア
- 喫茶「カフェパティオ」
- バー「キャプテンズバー」
- 談話室「飛龍クラブラウンジ」
- プールテラス
  - 受付「SPAカウンター」
  - ダイビングプール（水深5m[2]）
  - ジャグジー・水風呂
  - サウナ

## ギャラリー

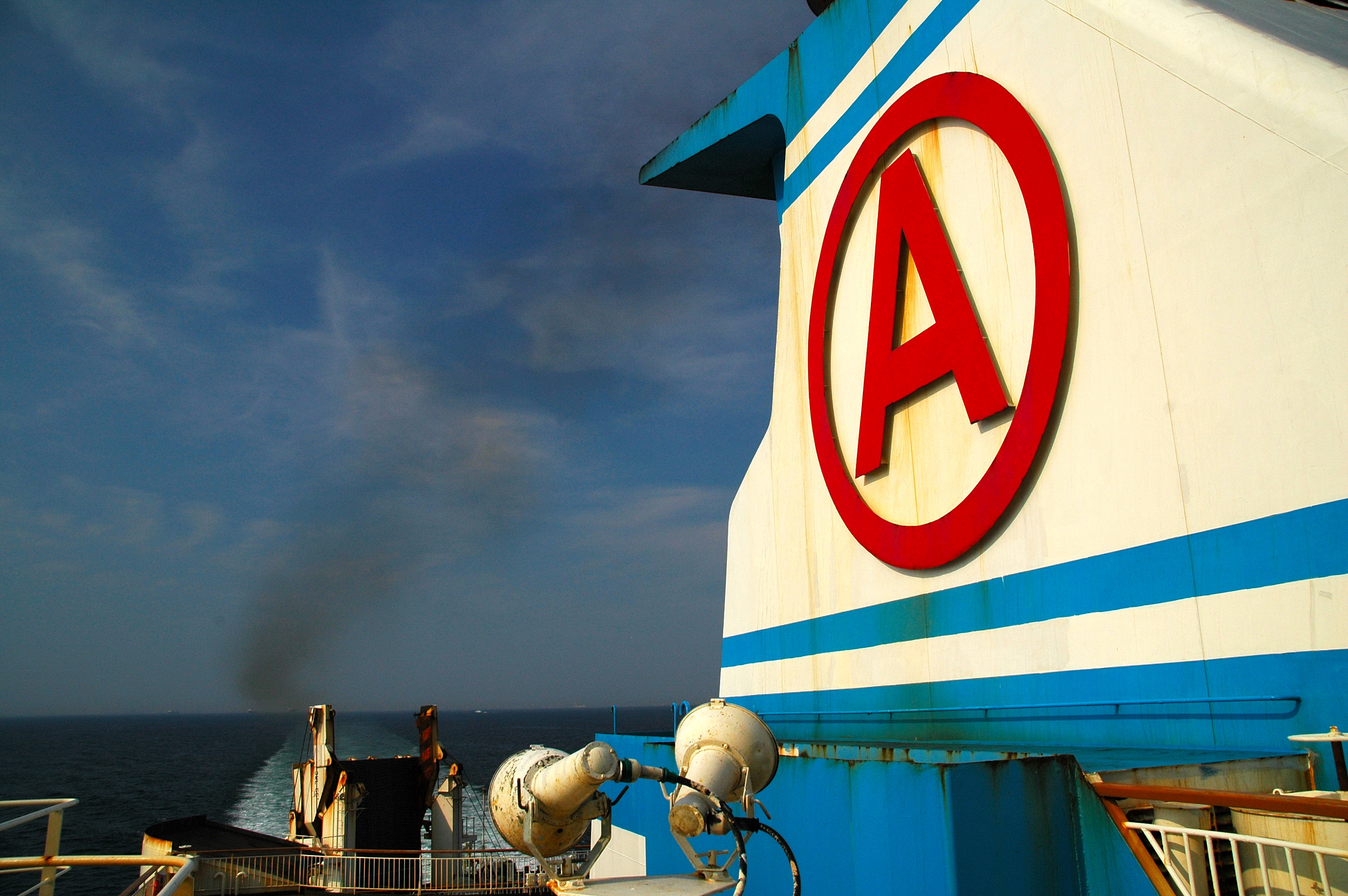
ファンネル
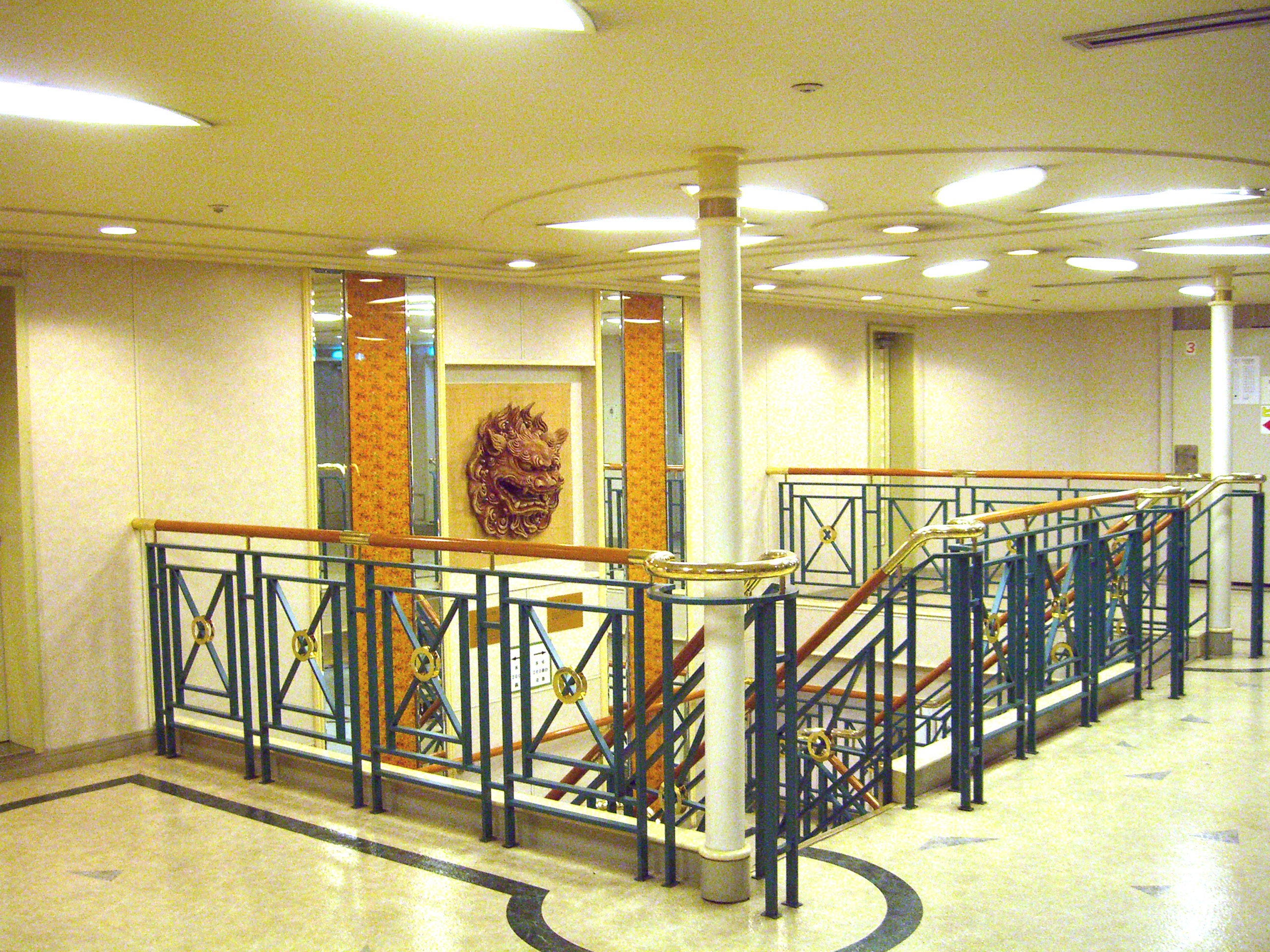
Dデッキホール・エントランス階段
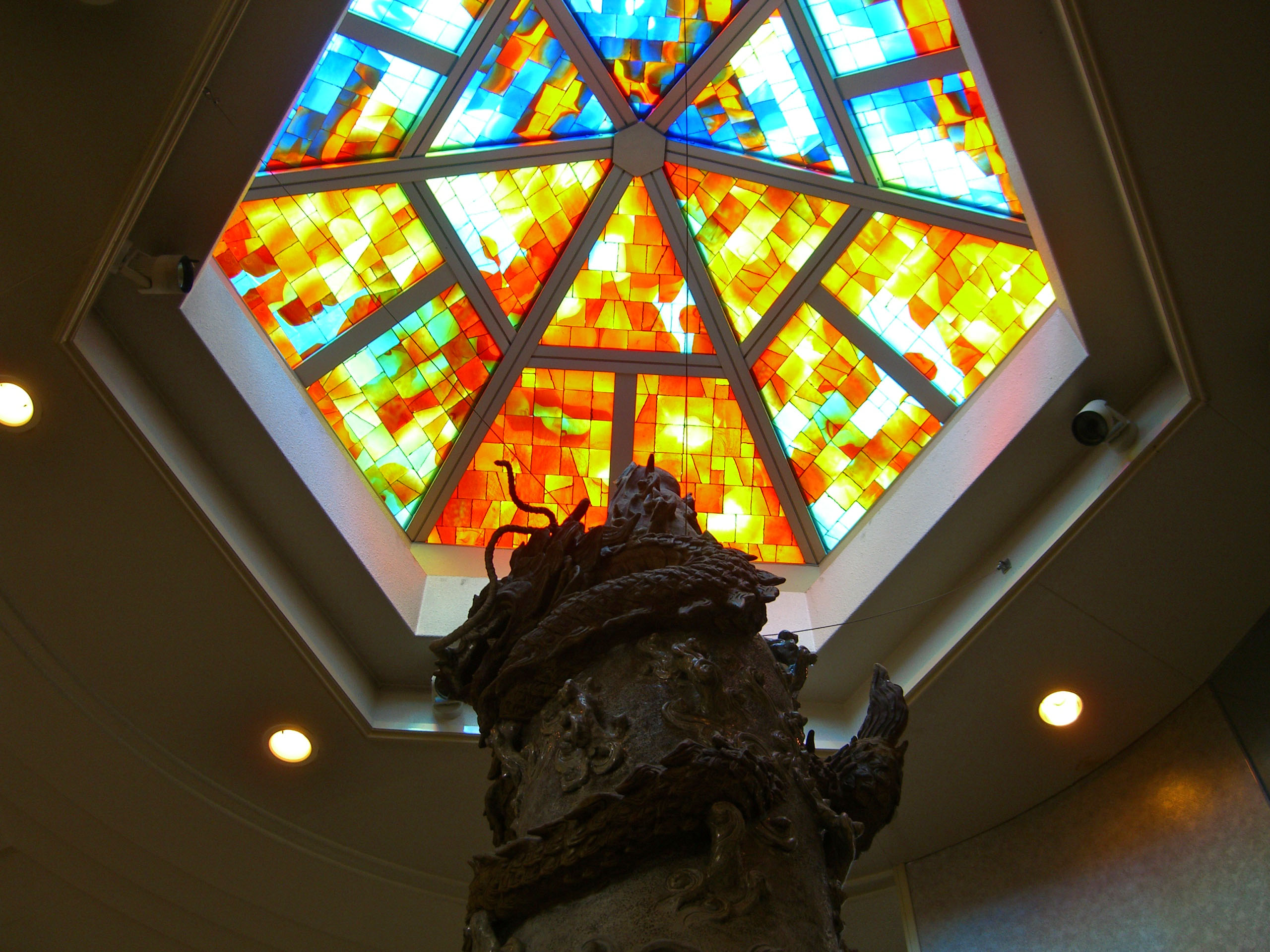
吹き抜け最上部のステンドグラス
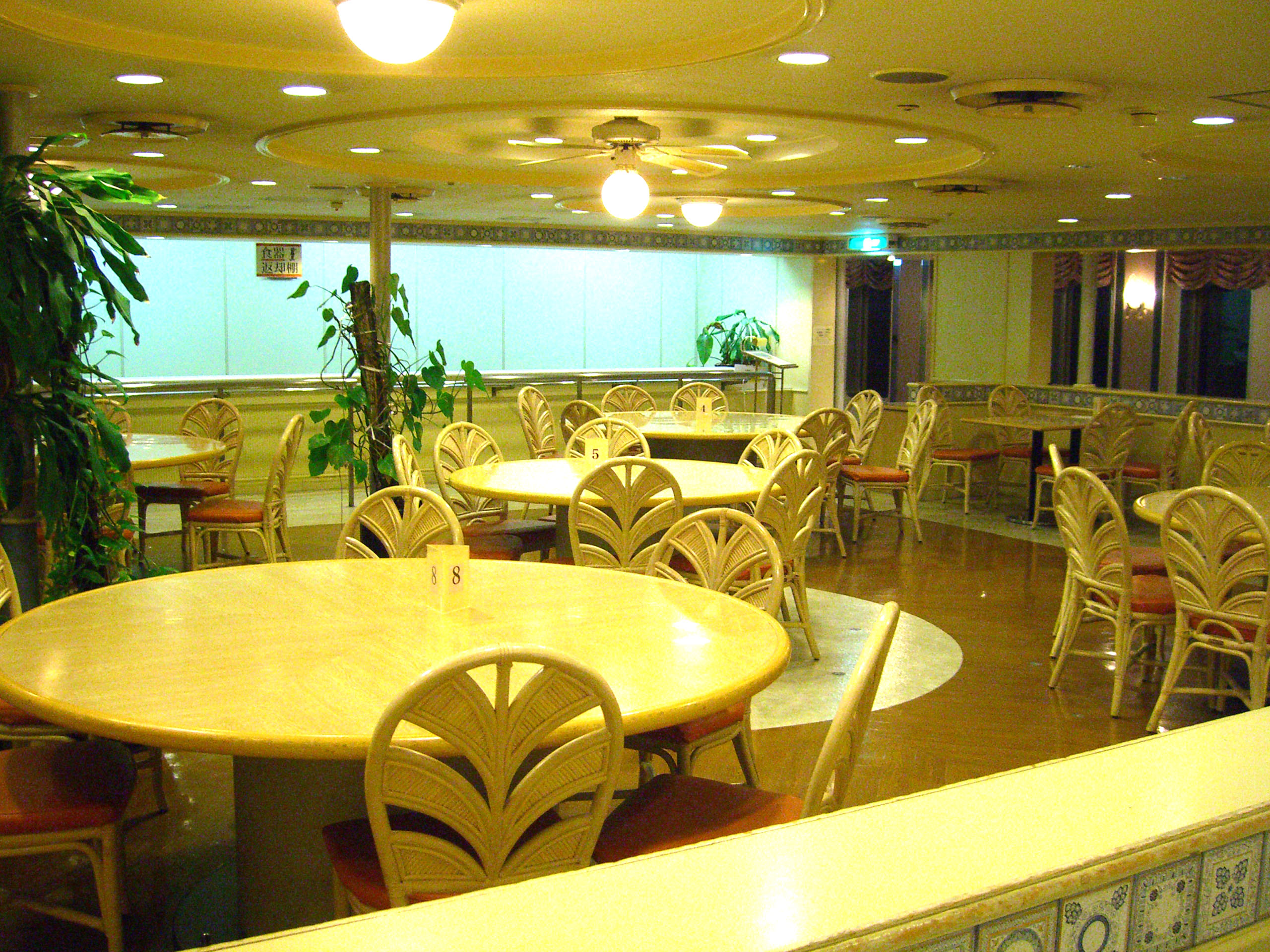
カフェテリア
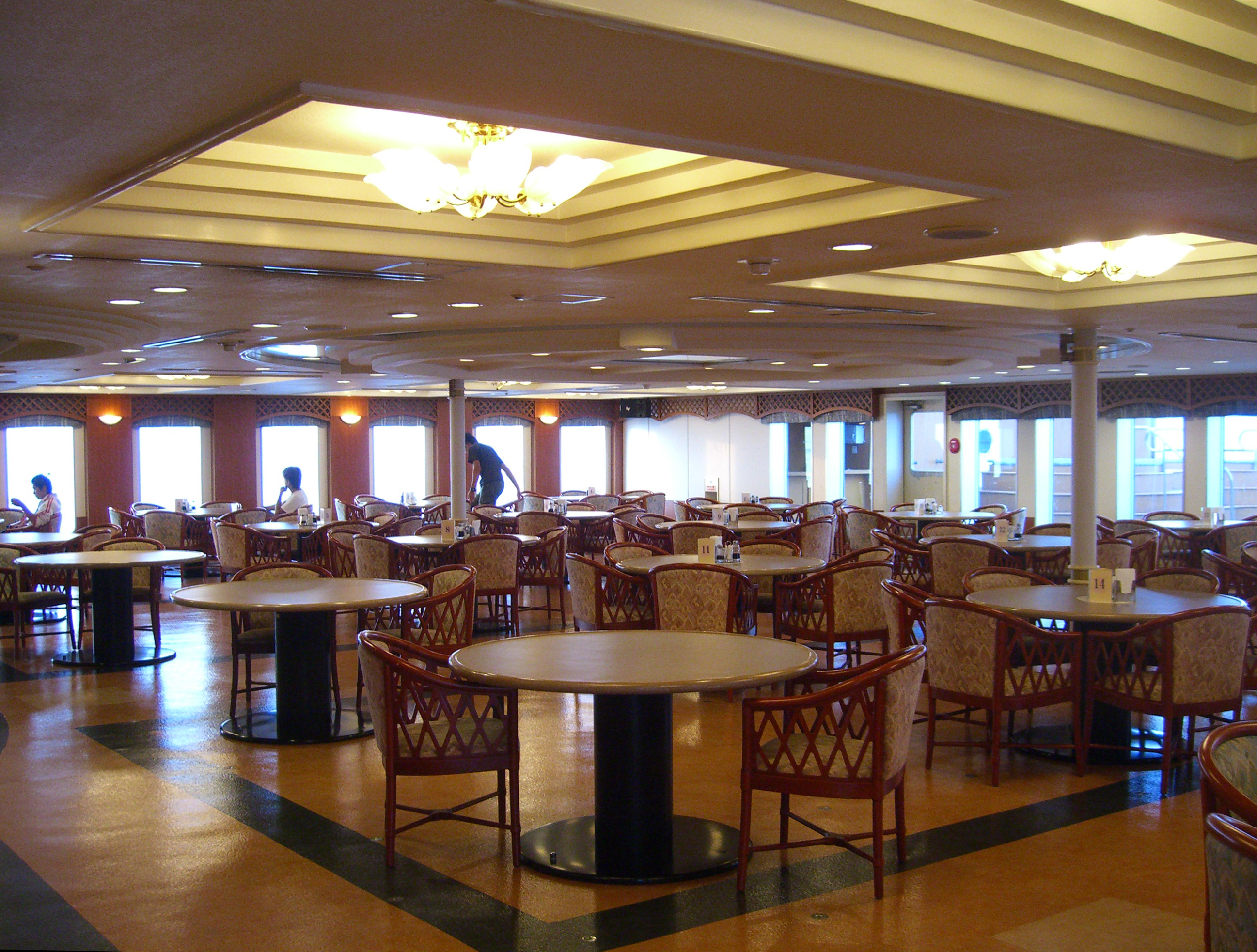
セブンシーズダイニング
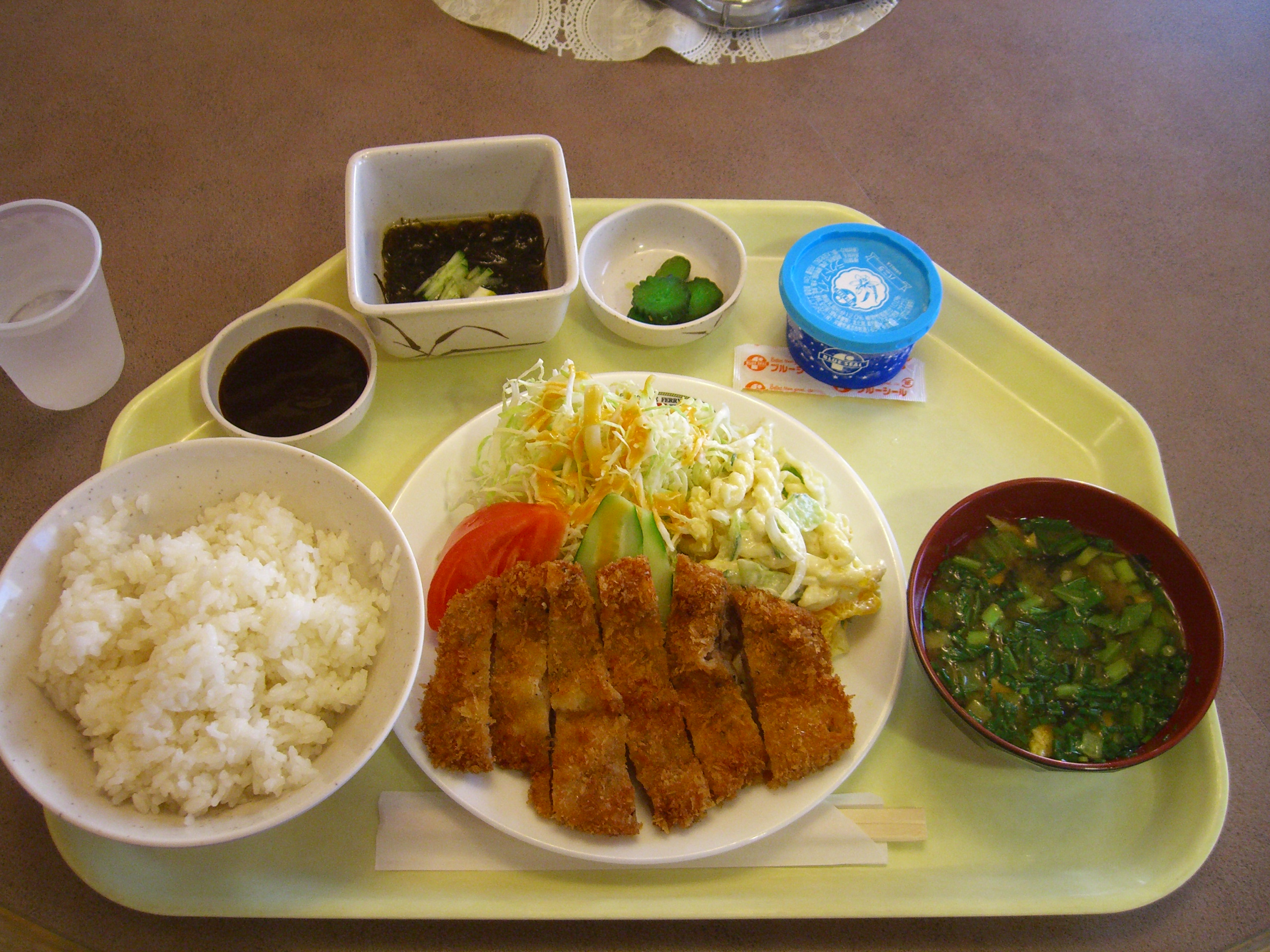
レストランで提供された食事（和定食）